# Delmonico's
Il Delmonico's è un ristorante storico di New York, negli Stati Uniti d'America.

## Storia

### Ottocento
Il primo Delmonico's venne aperto nel 1827 al 23 di William Street dai fratelli ticinesi Giovanni "John" e Pietro "Peter" Delmonico, ed era originariamente una pasticceria in affitto. Durante i primi anni 1830, il Delmonico's divenne un ristorante, e ai membri del personale del ristorante si unì Lorenzo Delmonico, nipote di John e Peter, ricordato per aver stilato il menù e la carta dei vini del locale. I fratelli Delmonico cambiarono sede più volte prima di stabilirsi definitivamente al numero 2 di South William Street nel mese di agosto del 1837. Stando a quanto venne dichiarato in seguito all'inaugurazione dell'edificio, che era stato distrutto pochi anni prima dal grande incendio di New York, le due colonne all'ingresso della struttura proverrebbero dalle rovine di Pompei. Nel 1862 il ristorante assunse Charles Ranhofer, considerato uno dei più grandi chef del suo tempo. Dal 1865 al 1888 furono aperti altri quattro ristoranti omonimi, fra cui quello nella Quinta Strada.

### Novecento
I Delmonico's chiusero tutti durante i primi due decenni del Novecento. Nel 1926 Oscar Tucci aprì un nuovo ristorante "Delmonico's" al numero 56 di Beaver Street e South William Street a New York, ove era attivo un tempo uno dei tanti punti di ristoro dei Delmonico, e serviva le medesime ricette di un tempo. La famiglia svizzera fece causa per impedire a Tucci di avviare l'attività, ma dal momento che essi avevano abbandonato i diritti sul nome, la loro richiesta non fu accolta.
Durante la sua attività, il Delmonico's ospitò diverse celebrità e fu il luogo in cui vennero presumibilmente inventati diversi piatti, fra cui il pollo alla King, le uova alla Benedict, la clam chowder di Manhattan, la Delmonico steak e la wedge salad.

## Nell'arte
Depositato al Mint Museum di Charlotte (Carolina del Nord) proveniente dalla Collezione Harry and Mary Dalton troviamo il pastello su carta realizzato tra il 1900 e il 1920 da Everett Shinn (44,5 x 59,7), intitolato Delmonico's. Vi si percepisce, come è stato scritto alla presentazione dell'opera nella guida alla collezione del Mint Museum, l'atmosfera scintillante delle notti newyorkesi vista all'esterno di questo celebre locale che aveva occupato nel tempo ben nove differenti località della città e che, nel caso dell'opera al Mint, si riferisce sicuramente alla sede di fronte a Madison Square tra la Fifth Avenue e la 26th Street.